# Tekken 7
Tekken 7 (яп. 鉄拳7) гра у жанрі файтинг, розроблена Bandai Namco Entertainment. Це дев'ята за рахунком частина у серії ігор Tekken. Спочатку Tekken 7 вийшов ексклюзивно на аркадні ігрові автомати у березні 2015 року. А у липні 2016 року вийшла оновлена версія гри, Tekken 7: Fated Retribution, яка включала в себе нові арени, костюми, речі і персонажів. Версія для PlayStation 4, Xbox One і Microsoft Windows, яка вийшла у червні 2017 року, була розроблена на основі Fated Retribution.
Сюжет розгортається невдовзі після подій Tekken 6. Історія зосереджується на подіях, що ведуть до фінальної битви між майстром бойових мистецтв Хейхачі Мішімою та його сином Казуєю . Tekken 7 представляє кілька нових елементів у бойовій системі, таких як Rage Arts і Power Crush, що робить гру більш простою для початківців, ніж попередні ігри серії. Tekken 7 досяг комерційного успіху. Станом на  2021 рік було продано більше 8-ми мільйон копій.

## Ігровий процес
Геймплей Tekken 7 фокусується на боях один на один. Нові механіки ігрового процесу включають:
- Rage Art : прийом, унікальний для кожного персонажа, доступний лише в Rage mode. Після використання, він деактивується до наступного раунду. Якщо атака вражає супротивника, то вона запускає кінематографічну вставку і завдає приблизно 30 % шкоди, залежно від персонажа.
- Power Crush : Прийом, який може поглинати High і Mid удари супротивника.[8]
- Screw hits : Це замінює механіку Ground Bound (раніше просто як Bound), яка додала можливість виконувати довгі комбінації з високою шкодою, відкидаючи підкинутого у повітря противника. Screw hits мають подібне застосування, як і прийоми Ground Bound, але анімація супротивника, змінена, в результаті чого вони обертаються у повітрі поки падають на землю, що нагадує «screw», або ж гвинт. На відміну від Ground Bound, Screw hits не можна використовувати для комбо біля стін.

Завдяки новій системі відображення, багатокористувацька гра дозволяє гравцям вибирати, на якій стороні екрана грати. Пересування у грі зазнало деяких змін і схоже на механіку пересування в Tekken Revolution, особливо помітно коли персонажі ходять задом. В аркадній версії гри представлено традиційне етапне проходження, в якому гравцю доведеться змагатись з п'ятьма різними супротивниками один за одним, закінчуючи передостаннім і останнім етапом, на яких знаходяться суб-бос і бос відповідно. Матчі можуть бути перервані, якщо до гри приєднається інший гравець. Онлайн-режим доступний як для локальної, так і для глобальної мережевої гри. Доступна функція налаштування зовнішності персонажів. Вперше в серії, у аркадній версії гри є режим практики, який дозволяє гравцям тренувати рухи проти суперника протягом обмеженого періоду часу. Також, завдяки системі «Treasure Box», гравці, перемагаючи у матчах, можуть збирати ігрові нагороди. Зазвичай це речі для зміни зовнішнього вигляду персонажів.
Оновлення Fated Retribution для аркад додає додаткові зміни в ігровому процесі.
- Rage Drive: персонажі мають один або кілька прийомів Rage Drive, які є або абсолютно новими рухами, або ж покращеними варіантами існуючих. Як і для виконання Rage Art, Rage Drive потребує використання режиму Rage, обмінюючи серйозну шкоду Rage Art на прийом з меншим ризиком і трохи зміненою властивістю.
- Rage Art також було налаштовано так, щоб кількість шкоди, завданої ворогу, була пропорційна поточному рівню на шкалі здоров'я гравця.

Серед нових і старих персонажів, оновлення представило Акуму, першого з декількох персонажів, які використовують свої власні унікальні механіки, які відповідають умовам геймлею в 2D-файтингах, з яких вони походять, зокрема:
- Відміна успішних або заблокованих атак спеціальними рухами.
- Інакша фізика стрибків і повітряні атаки, які можна використовувати агресивніше, ніж стандартні атаки у стрибках серії Tekken.
- Індикатор Super Combo, який накопичується в ході бою та витрачається на використання «EX»-версій спеціальних рухів і ударів Super Combo.
- Відсутність деяких власних ігрових механік Tekken 7, як Rage Drive чи комбо з 10-ти ударів.

Два інших персонажа, які були додані як контент для завантаження (DLC) після випуску домашньої версії гри, мають дуже схожі бойові механіки, цими персонажами є Еліза та Ґіс Говард . Інший гостьовий персонаж, Ноктіс, має більш стандартний геймплей Tekken, але може виконувати атаки зі стрибком, як «2D» персонажі.
Оновлення аркадної та домашньої версій також додали прийоми, які спричиняють Wall Bound для всіх персонажів. Спочатку лише Ґіс Говард міг виконувати удари, що викликали Wall Bound, до тих пір поки у другому сезоні не додали механіку для кожного персонажа.
Tekken Bowl, міні-гра в боулінг, яка дебютувала в Tekken Tag Tournament, була додана в перший сезон додаткового контенту для завантаження.

## Персонажі
У грі є 51 ігрових персонажів, 20 з яких складають стандартний склад під час релізу, а 36 становлять повністю розблокований склад. Дванадцять персонажів дебютують у цій версії разом із новою формою Джека та чотирма запрошеними персонажами із франшиз файтингів Capcom і SNK, Final Fantasy від Square Enix та The Walking Dead з Comics Image .

### Нові персонажі

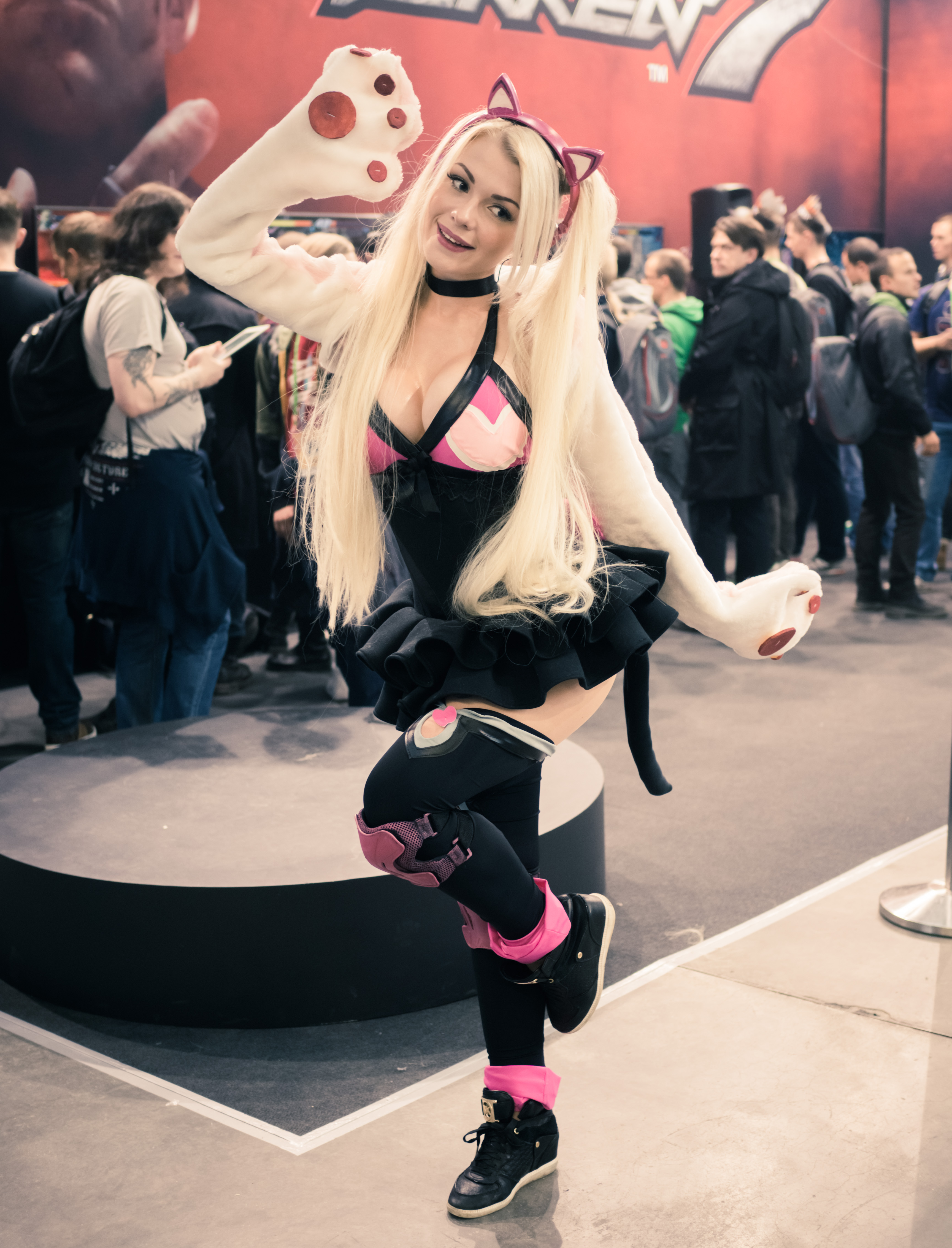
Рекламна модель Lucky Chloe, одного з нових персонажів гри, на ІгроМірі 2016

- Акума c d : Темний майстер Satsui no Hado з Street Fighter від Capcom, додано в Fated Retribution . У рамках історії Казумі просить його повернути їй борг, вбивши Хейхачі та Казую. Гравець може битися з ним замість Казумі у ролі фінального боса, якщо виконується певна умова.[16]
- Клаудіо Серафіно: чоловік в білому з Італії, який є членом екзорциської організації, яка бореться з загрозою Гену Диявола. Наділений магією Сіріуса.[8]
- Факумрам c g : високий, татуйований, сильний і мускулистий чоловік з Таїланду. Він легендарний чемпіон з муай-тай, який бореться за звільнення своєї полоненої дружини та дочки, які перебувають у заручниках корумпованих чиновників.
- Ґіс Говард c d g : кримінальний бос Саут-Тауна з серії файтингів SNK Fatal Fury, The King of Fighters і Art of Fighting . Його стиль бою — Айкі Джу-джитсу, змішаний з Хаккіокусейкен. Ґіс був другим найбільш затребуваним персонажем в опитуванні шанувальників щодо другого гостя, на сторінці Харади у Твіттері, після Казуми Кірю з серії ігор Yakuza від Sega.[17][18][19]
- Гігас a : величезний червоношкірий гуманоїд, має кібернетику, приєднану до його тіла. Він використовує руйнівні атаки, щоб бити своїх опонентів. Він був виявлений у витоку аркадних даних перед його розкриттям Bandai Namco .[20]
- Jack-7 a : Нова модель серії Jack, він має дещо змінений дизайн з рудим волоссям і сяючим зеленим тілом. Як і в попередній серії Джека, він використовує грубу силу, щоб бити своїх супротивників.
- Джозі Різал a : молода філіппінка, яка носить жовтий топ, синю міні-спідницю і червоний бант. Вона займається ескримою та кікбоксингом .[21] Як і Гігас, вона була вперше виявлена в витоку аркадних даних.[22] Потім була офіційно розкрита під час трансляції Tekken 7 на Niconico 29 березня 2015 року.
- Катаріна Алвес: нахабна жінка, яка практикує бойове мистецтво сават . Вона була розроблена як персонаж для початківців.[23]
- Казумі Мішіма a / Диявол Казумі b : дружина Хейхачі та мати Казуї, яка володіє Геном Диявола. Стиль бою Казумі — це карате в стилі Хачіджо, який схожий на бойове карате в стилі Мішіма, яке використовують її чоловік і син, але з додатковими здібностями, такими як виклик тигра та левітація. Спочатку вона була неіграбельним останнім босом гри, перш ніж стати персонажем сьомого релізу, доданим після запуску. Казумі також має форму диявола, за яку неможливо грати за межами останнього рівня, на якому вона власне і б'ється.[24]
- Молодий Казуя c h : Він є молодшою версією Казуї Мішіми, за якого можливо зіграти під час вступу до режиму історії.
- Kunimitsu II c g : Куноічі, злодій-неведимка, яка озброєна кунаєм. Дочка оригінальної Kunimitsu з Tekken і Tekken 2, яка успадкувала мантію своєї матері і помсту для Йошімітсу.
- Лерой Сміт c g : майстер вінг-чун з Нью-Йорка. Втративши свою сім'ю під час правління Хейхачі в Місіма Зайбацу, він провів 50 років таємно тренуючись, перед тим як повернутися, щоб помститися Хейхачі.
- Лідія Собеська c g : молодий прем'єр-міністр Польщі, яка також є каратисткою. Вона бореться за свою рідну країну та свій народ від правління Зайбацу Хейхачі.[25][26][27]
- Lucky Chloe : японський ідол, який носить костюм кошеня і володіє стилем бою «вільний танець».
- Master Raven c : Куноічі зі стилем бою, дуже схожим на стиль персонажа Ворон. Вона відповідає за організацію, в якій перебуває і оригінальний Ворон.[28]
- Negan c d g i : антагоніст/антигерой з коміксів і телесеріалів «Ходячі мерці». Він володіє бейсбольною битою, обмотаною колючим дротом, яку він ніжно називає Люсіль, і використовує її, щоб тероризувати та калічити своїх ворогів.[29]
- Noctis Lucis Caelum c d g : принц королівства Люцис і головний герой Final Fantasy XV .
- Шахін: чоловік із Саудівської Аравії у куфії, який використовує стиль бою «військової самооборони». Він був створений як персонаж для початківців.[30]

### Старі персонажі
- Аліса Босконовіч
- Анна Вільямс c g
- Armor King II c g
- Аска Казама
- Боб Річардс c
- Брайан Ф'юрі
- Крейг Мардук c g
- Диявол Джін
- Едді Гордо c
- Еліза c g
- Фенг Вей
- Ганр'ю c g
- Хейхачі Мішіма
- Хворан
- Джек-6 c
- Джін Казама
- Джулія Чанг c g
- Казуя Мішіма / Диявол Казуя
- King II
- Кума ІІ c
- Ларс Александерссон
- Лі Чаолан c / Violet c
- Лей Вулонг c
- Лео Кляйзен
- Лін Шаою
- Лілі де Рошефорт
- Маршал Ло
- Мігель Кабаллеро Рохо c
- Ніна Вільямс c
- Панда c
- Пол Фенікс
- Сергій Драгунов
- Стів Фокс
- Йошімітсу
- Зафіна c g

↑ Додані після релізу (оригінальна аркадна версія)</br>↑ Неграбельний персонаж</br>↑ Додано в Fated Retribution</br>↑ Гостьовий персонаж</br>↑ Перетворення в бою</br>↑ Контент для завантаження</br>↑ Можна грати лише в режимі історії протягом короткого часу</br>↑ Ексклюзив для домашньої платформи